# Теологическая семинария Конкордия
Теологическая семинария Конкордия (англ. Concordia Theological Seminary) — лютеранская теологическая семинария Лютеранской церкви—Миссурийский синод. Расположена в городе Форт-Уэйн, Индиана. На базе семинарии осуществляется подготовка и профессиональное обучение священнослужителей на магистерских и докторских степенях для Лютеранской церкви - Синода Миссури.

## История
Семинария создана в 1846 году Вильгельмом Зилером.

## Факультеты
- История Церкви (англ. Historical Theology)
- Экзегетика (англ. Exegetical Theolog)
- Пасторского служения (англ. Pastoral Ministry and Missiology)
- Догматическое богословие (англ. Systematic Theology)[2]